# Halva

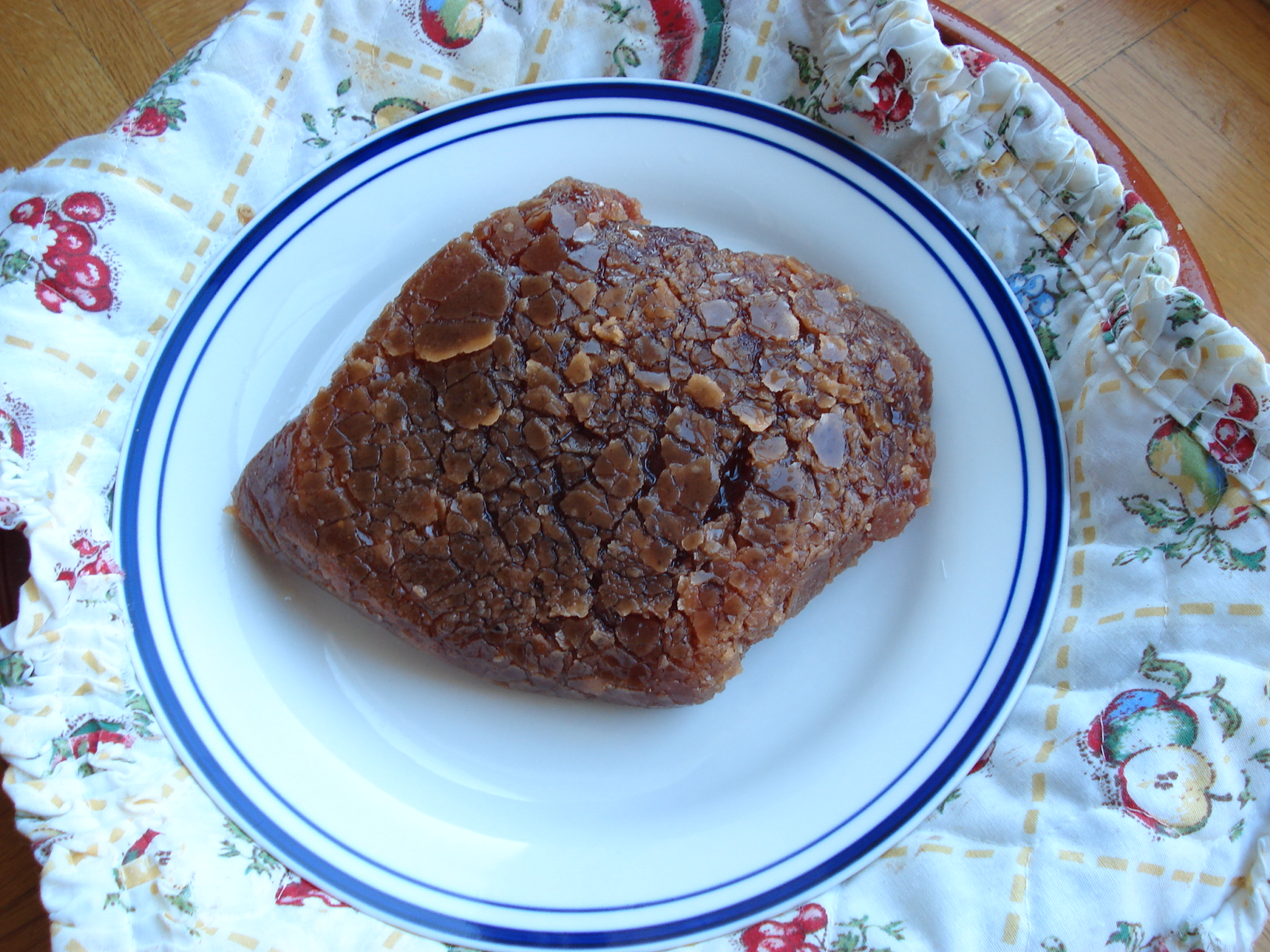
Een Somalische (xalwo) halva

Halva (ook "Halvah", "Halwa", "Xalwo" en andere spellingen) is een soort suikergoed dat is ontstaan in Iran en gemeengoed geworden is in onder meer het Midden-Oosten, Turkije, Armenië en India. De naam wordt gebruikt voor een brede variëteit van recepten, meestal een dikke pasta gemaakt van bloem, boter, vloeibare oliën, saffraan, rozenwater, melk, cacaopoeder en suiker.

## Populariteit
Halva is populair in Iran, India, het Midden-Oosten, Armenië, Georgië, Azerbeidzjan, Somalië, Djibouti, Griekenland, Turkije, Polen, Balkan (schiereiland), Rusland, Israël, Oekraïne, Roemenië, Wit-Rusland en Tsjechië.

## Etymologie
Het woord halva werd tussen 1840 en 1850 voor het eerst in de Engelse taal gebruikt. Het woord is afgeleid van het gelijknamige Roemeens woord, wat weer afstamt van het Osmaanse حلوى (helva). Het Osmaanse woord gaat terug op het Met Perzische حلوا (halva) roots Arabische حلوى (halavi), het woord voor zoete confectie.

## Geschiedenis
Halva komt oorspronkelijk uit Perzië (thans Iran). De eerste verwijzing naar halvah verscheen in de 7e eeuw, verwijzend naar een mengsel van gepureerde dadels met melk. Tegen de 9e eeuw werd de term toegepast op tal van zoetigheden, waaronder de thans bekende gezoete gekookte griesmeel of meelpasta.
Veel van de eerdere Perzische recepten werden gedocumenteerd in de 13e eeuw in het Arabische kookboek Kitab al-Tabikh (Het Boek van Gerechten), en ook in een anoniem Spaans kookboek uit de 13e eeuw. Halva werd overgenomen door de Ottomaanse Turken, samen met een op sesam gebaseerde versie, en werd verspreid door het hele rijk.

## Varianten
De meeste soorten halva zijn relatief dikke confecties, gezoet met suiker of honing. De textuur kan per type verschillen: zo zijn op griesmeel gebaseerde halva's heel boterachtig, vochtig en kleverig, maar ook gelatine-achtig en een beetje doorzichtig, terwijl op sesam gebaseerde halva's droger en kruimeliger zijn.

### Halva van graan
Op graan gebaseerde halva wordt gemaakt door maïszetmeel te roosteren in olie, dat te vermengen met een Roux en vervolgens te koken met een suikerige siroop. Pure maïs wordt zelden gebruikt.
Gerechten gemaakt van graan/griesmeel bestaan uit suji ka halwa in India en irmik helvasi in Turkije. Het griesmeel wordt eerst geroosterd in vet, olie of boter, waar daarna water of melk en, naar smaak, suiker aan wordt toegevoegd.

### Halva van zuivel
In Myanmar bestaat een op zuivel gebaseerde halva, gemaakt met rijstbloek, bekend als pathein halawa. Dit wordt gezien als een delicatesse uit de stad Pathein.

### Halva van sesam
Op sesam gebaseerde halva is populair in de Balkan, Polen, het Midden-Oosten en andere gebieden rondom de Middellandse Zee. De hoofdingrediënten zijn Tahin, suiker en glucose of honing en eiwit. Aan sommige recepten wordt tevens stokroos toegevoegd om de oliën te stabiliseren en een unieke textuur te creëren. Andere ingrediënten zijn pistache, cacaopoeder, sinaasappelsap, vanille of chocola. Die worden toegevoegd aan de tahinbasis.

### Halva van zonnebloem
Op zonnebloem gebaseerde halva is populair in de voormalige Sovjet-Unielanden, evenals in Bulgarije en Roemenië. Het wordt gemaakt van geroosterde zonnebloempitten in plaats van sesam, maar er kunnen ook andere ingrediënten in zitten zoals cacaopoeder, noten of vanille. In 1996 werd ongeveer 4-5 duizend ton halva van zonnebloem gemaakt in Oekraïne.

### Halva van pinda's
In Argentinië hebben Griekse immigranten aan het begin van de 20e eeuw een soort halva gemaakt onder de naam mantecol. Dit recept bevat pindakaas en is te koop onder de namen mantecol en nucrem.

### Floss halva
Pişmaniye (Turks) of floss halva is een traditioneel suikergoed gemaakt in Kocaeli. De halva wordt gemaakt door dunne draden te weven, daar ballen van te maken en die in een lichte confectie te dopen. De receptuur bestaat voornamelijk uit meel en suiker. Het resultaat is een halva met een luchtige consistentie, zoals een suikerspin. Floss halva is beschikbaar met pistache en er zijn ook merken met halal- en kosherkeurmerken.

### Halva van kikkererwten
Een soortgelijke op kikkererwt gebaseerde versie van floss halva is populair in Noord-India. Deze is iets dikker en wordt vaak patisa of sohan papdi genoemd. In de Chinese keuken wordt deze versie ook gegeten als tussendoortje of dessert.

### Andere varianten
Een andere variant is halva op basis van rauwe sesam (tahin), rauwe amandel, rauwe agavenectar en zout. Deze ingrediënten worden vermengd en vervolgens ingevroren. Deze variant wordt ook in Iran en Israël gegeten.

## Cultureel gebruik
Halva kan worden gegeten worden als tussendoortje, maar ook onderdeel zijn van een maaltijd.

### Irak
Een variant van halva, Sheki Halva, is ontstaan in het oude Mesopotamië (thans Irak en Azerbeidzjan). Het verhaal gaat eeuwen dat de halva naar het Kanaat Sheki werd gebracht voor de Khan, omdat hij van zoetigheden hield. Anno 2023 is het een populair tussendoortje in de regio Sheki en heel Azerbeidzjan.

### Griekenland
Halva is een traditioneel voedsel van de Griekse orthodoxen. Tijdens de vastentijd krijgen zij voedselbeperkingen opgelegd, waardoor halva een gezond alternatief is.

### India
De geschiedenis van Kozhikode halva in Kerala gaat terug tot het Zamorin-tijdperk. Zamorin nodigde chefs uit van Gujarat om halva voor het koninklijke banket te bereiden. Ze mochten zelfs op plekken komen buiten de koninklijke keuken. Thans wordt deze variant verkocht door snoepverkopers, bekend als SM (sweet meat) of Mittayitheruvu. Kozhikode halva wordt gemaakt van pure kokosnootolie in plaats van botervet. Kozhikode halva zorgt volgens traditionele opvatting ook voor religieuze harmonie: volgers van Dharmashastra van aanliggende staten Karnataka en Andhra Pradesh kochten halva en chips, zoals prasadam (heilig voedsel). Ze verdeelden het tussen buren en vrienden.

### Iran
In Iran wordt halva vaak geserveerd op bruiloften, religieuze ceremonies en begrafenissen.
Halva ardeh is een Perzische term voor een op tahin gebaseerde halva en kan al dan niet hele pistachenoten bevatten. Ardeh is gemaakt met sesam in een soort pasta en wordt vaak gezoet met siroop.

### Myanmar
In Myanmar wordt naar halva vaak gerefereerd als Pathein halawa (ပုသိမ်ဟလဝါ), een Birmaanse confectie of mont (snack) gemaakt van kleefrijstmeel, rijstmeel, melk en stukjes kokosnoot uit de Irrawaddy-delta in de stad Pathein.

### Armenië
In Armenië wordt halva vaak gegeten tijdens oud en nieuw, maar is het hele jaar door verkrijgbaar. Er zijn meerdere variaties van Armeense halva: een van die soorten is droge halva en wordt gemaakt met suiker; een andere is natte halva die gemaakt wordt met honing of siroop. In de provincie van Lori wordt een speciale halva gemaakt met dikke zure room en in Kharput wordt halva gemaakt met ongezouten kaas. Armenen uit Nor Chugha (Iran) bedekken de halva met dadels. Halva wordt ook vaak gemaakt en gegeten op bruiloften en begrafenissen. Halva met amandelen wordt ook veel gegeten in Armenië. Op St. Sarkisdag geloven Armenen dat voordat men de goede halva mag eten, men eerste de slechte koek moet eten genaamd aghlabit. Aghlabit is een behoorlijk zoute koek of wafel. De halva voor die wordt gemaakt van marshmallows.